# Bahnhof Werchiwzewe

Der Bahnhof Werchiwzewe (kyrillisch Верхівцеве) ist ein Bahnhof des ukrainischen Eisenbahnunternehmens Prydniprowska Salisnyzja in der Stadt Werchiwzewe in der Oblast Dnipropetrowsk.

Am Bahnhof gibt es einen Warteraum, Fahrkartenschalter für S- und Fernzüge, Überwachungskameras und einen Gepäckraum.

## Geschichte
Der Bahnhof wurde am 18. Mai 1884 während des Baus des ersten Abschnitts an der Kreuzung der Zweige Kamian und Saksagan der neu gebauten Donbas-Kryvbas-Eisenbahn (heute Prydniprowska Salisnyzja) eröffnet. Der ursprüngliche Name des Bahnhofs Lubomyrivka stammt vom gleichnamigen nahegelegenen Dorf. Im Jahr 1884 wurde am Bahnhof Lyubomirivka eine Arbeitersiedlung gegründet.
Im Dezember 1888, nach dem Bau der Saksagan-Abzweigung Lyubomirivka – Kolachevske, erhielt der Bahnhof den Status eines Eisenbahnknotenpunkts.
Der Bahnhof wurde 1884 von der Kiew-Poltawaer Eisenbahn eröffnet. 1973 wurde der Abschnitt Baryschiwka–Jahotyn elektrifiziert, so wurde der Bahnhof Endpunkt der Vorortzüge von Kiew. Die Elektrifizierung wurde 1994 weiter nach Osten verlängert (zuerst bis Hrebinka).
Im Jahr 1901 wurde das Bahnhofsgebäude nach dem Projekt des Architekten Ignatius Horlenskyi erbaut.
Zu Beginn des 20. Jahrhunderts wurde aufgrund der Entwicklung der metallurgischen Industrie in der Region der Bahnhof Werchiwzewe ausgebaut und die Bevölkerung des Dorfes nahm zu.
Im Jahr 1903 befanden sich im Bahnhof ein Schienenfahrzeugdepot, das Büro des Leiters des 9. Bezirks des Eisenbahndienstes, ein Krankenhaus, ein Lager für Materialdienste und eine einklassige Eisenbahnschule mit drei Abteilungen[2].
Am 1. Januar 1904 wurde der Bahnhof zu Ehren des ersten Leiters der Katharinenbahn, des talentierten Ingenieurs Oleksandr Werchowzew, umbenannt.
Ab 1905 war der Güterumschlag auf der Hauptstraße unbedeutend und erreichte in Richtung Dovhintsev 120 Millionen Pud, hauptsächlich (mehr als 95 Millionen Pud) Konsignationsfracht[3].
Im Jahr 1901 wurde das Bahnhofsgebäude nach dem Projekt des Architekten Ignatius Horlenskyi erbaut.
Zu Beginn des 20. Jahrhunderts wurde aufgrund der Entwicklung der metallurgischen Industrie in der Region der Bahnhof Werchiwzewe ausgebaut und die Bevölkerung des Dorfes nahm zu.
Im Jahr 1903 befanden sich im Bahnhof ein Schienenfahrzeugdepot, das Büro des Leiters des 9. Bezirks des Eisenbahndienstes, ein Krankenhaus, ein Lager für Materialdienste und eine einklassige Eisenbahnschule mit drei Abteilungen[2].
Am 1. Januar 1904 wurde der Bahnhof zu Ehren des ersten Leiters der Katharinenbahn, des talentierten Ingenieurs Oleksandr Werchowzew, umbenannt.
Ab 1905 war der Güterumschlag auf der Hauptstraße unbedeutend und erreichte in Richtung Dovhintsev 120 Millionen Pud, hauptsächlich (mehr als 95 Millionen Pud) Konsignationsfracht[3].

## Unternehmen der Station
Am Bahnhof sind 14 Abteilungen verschiedener Ukrzaliznytsia-Unternehmen tätig, darunter:
- Verkhivtsivka-Strecke Nr. 10
- Waggondepot Werchiwziw Nr. 13
- Verkhivtsivska-Distanz der Stromversorgung Nr. 3 Dnipropetrowsk Zentrum für Mechanisierung von Gleisarbeiten und Reparatur von Gleisausrüstung
- Werchivtsiv-Schienenschweißzug Nr. 39
- Verkhivtsivska-Entfernung für die Stromversorgung, Teil der Dniprovska-Entfernung für Signalisierung und Kommunikation

Informations- und Rechenzentrum
- Wendelokomotivdepot
- Waggondepot „Kamjanske“
- Standort der Bau- und Montageleitung Nr. 5
- Ein Abschnitt der Dnipro-Strecke von Schutzwaldplantagen
- Das paramilitärische Wachteam Nr. 4
- „Verkhivtsivsky Elevator“ LLC.